# Chiromantis rufescens
Chiromantis rufescens är en groddjursart som först beskrevs av Günther 1869.  Chiromantis rufescens ingår i släktet Chiromantis och familjen trädgrodor. IUCN kategoriserar arten globalt som livskraftig. Inga underarter finns listade i Catalogue of Life.